# Craig Fuller
Pour les articles homonymes, voir Fuller.
Craig Fuller, né le 18 juillet 1949, est un musicien de country rock. Il est à la fois chanteur, compositeur et guitariste. 

## Carrière
Il a fondé Pure Prairie League avec John David Call et George Powell.  
Le chant et les compositions de Craig Fuller associé au pedal steel de John David Call ont marqué le country rock. Le disque Bustin' Out est considéré comme très réussi. Craig Fuller Fuller quitte le groupe après la sortie de cet album.
Il reprend sa carrière musicale en 1976 en créant un nouveau groupe, American Flyer. Après la dissolution de American Flyer, il collabore avec Eric Kaz ancien membre de American Flyer. En 1988, Craig Fuller collabore avec  Little Feat pour interpréter des anciens standards de Little Feat  et de nouvelles chansons. Le groupe se reforme après de dix années d’interruption. Il reçoit avec l'album Let It Roll son premier disque d'or.
Pure Prairie League a récemment été reformé avec Mike Reilly, le bassiste historique de Pure Prairie League. Le groupe réalise un nouvel album, All In Good Time, dont Craig Fuller écrit ou coécrit 10 des 12 chansons. 
Son premier album-solo Not Made In China est sorti en 2007